# Yusuf al-Qaradawi
Yusuf al-Qaradawi (arabă يوسف القرضاوي; n. 9 septembrie 1926, Saft Turab⁠(d), Markaz al Maḩallah al Kubrá⁠(d), Al Gharbiyah, Egipt – d. 26 septembrie 2022, Doha, Ad-Dawhah, Qatar) a fost un teolog egiptean islamic, cunoscut pentru emisiunea sa ash-sharīʿa wa al-hayāt (legea islamică și viața), difuzată de postul de televiziune al-Jazeera. A avut un rol proeminent în conducerea intelectuală a Frăției Musulmane, însă a refuzat de două ori să conducă oficial această organizație, în 1976 și 2004. Al-Qaradawi a publicat mai mult de 120 cărți și a primit numeroase premii internaționale pentru contribuția la bursele islamice, fiind considerat unul dintre cei mai influenți teologi din lumea islamică.

## Biografie
Al-Qaradawi s-a născut la 1926 în satul Safat Turab din Delta Nilului, Egipt, într-o familie de țărani musulmani devotați. La vârsta de doi ani și-a pierdut tatăl, fiind crescut de un unchi. Până la nouă ani a învățat pe de rost Coranul.
A absolvit Institutul de studii religioase de la Tanta după nouă ani de studiu și a început să studieze teologia islamică la Universitatea Al-Azhar din Cairo, pe care a absolvit-o în 1953. În 1958 obține și o diplomă în limba și literatură arabă de la Institutul de studii arabe avansate. A finalizat de asemenea programul Departamentului de științe coranice și sunna al Facultății de fundamente ale religiei precum și cursurile unui program de masterat în studii coranice în 1960. În 1962 a fost trimis de către Universitatea Al-Azhar să conducă Institutul secundar de studii religioase din Qatar.
În 1973 a obținut doctoratul de la Al-Azhar. În 1977 a pus bazele Facultății de legi și studii islamice la Universitatea din Qatar, devenind decanul facultății. Între 1990-1991 a fost numit președintele consiliului științific al Universității islamice și al instituțiilor superioare din Algeria.
Al-Qaradawi a fost președintele Consiliului European pentru edicte și cercetare, o entitate educațională islamică cu sediul în Irlanda. El a îndeplinit de asemenea funcția de președinte la Uniunii Internaționale pentru Teologii Musulmani.
A fost închis în timpul domniei Farouq[nefuncțională]
 în 1949, apoi de trei ori în timpul regimului condus de Gamal Abdul Nasser, până în 1961, când a părăsit Egiptul pentru Qatar. S-a întors în Egipt abia în 2011, în timpul revoluției egiptene izbucnite în timpul primăverii arabe.
Al-Qaradawi a fost principalul acționar și fost consilier în aspecte ale legii islamice pentru banca at-Taqwa, o bancă membră a grupului Lugano – Switzerland at-Taqwa, bancă despre care Statele Unite pretind că finanțează terorismul. Consiliul de Securitate al ONU a menționat-o ca fiind asociată cu gruparea Al-Qaeda, însă pe 2 august 2010 au scos-o de pe lista afiliaților.
Al-Qaradawi a ieșit pe locul al treilea într-un sondaj din 2008 privind cea mai importantă personalitate intelectuală din lume, Top 100 Intelectuali, realizat de cititorii Foreign Policy din Statele Unite ale Americii și cei ai Prospect Magazine în Marea Britanie.
Unele dintre opiniile sale au fost controversate în lumea occidentală, fiindu-i refuzată viza de intrare în Marea Britanie în 2008 și fiindu-i interzisă intrarea în Franța în 2012.

## Emisiuneaash-sharīʿa wa al-hayāt
Emisiunea sa ash-sharīʿa wa al-hayāt (legea islamică și viața), difuzată de postul de televiziune qatarez al-Jazeera, are o audiență estimată la 60 milioane de telespectatori în lumea întreagă. Formatul programului a fost dedicat credincioșilor care doresc sfaturi atunci când nu știu cum să procedeze în anumite situații pentru a nu încălca principii islamice..
Al-Qaradawi este cunoscut și pentru îndrumarea religioasă pe care o oferă prin intermediul unui site popular în rândul musulmanilor,IslamOnline la fondarea căruia a și ajutat în 1997.

## Întoarcerea în Egipt
După revoluția din Egipt din 2011, al-Qaradawi și-a făcut prima apariție publică în Egiptdupă 1981, conducând rugăciunea de vineri, 18 februarie din Piața Tahrir, adresându-se audienței estimată la peste două milioane de egipteni. A început cu expresia „oh, voi, musulmani și copți”, referindu-se la minoritatea creștină coptă a Egiptului, în loc să înceapă ca obișnuita rugăciune de vineri cu „oh, voi, musulmani”. Se pare că a spus „egiptenii sunt ca un spirit care a ieșit din lampă și a fost întemnițat pentru 30 de ani”. A cerut eliberarea prizonierilor politici din închisorile egiptene, a lăudat copții pentru protejarea musulmanilor în timpul rugăciunii de vineri și a cerut ca noua conducere militară să repună în vigoare conducerea civilă.

## Opinii și declarații

### Opinii religioase

#### Extremismul islamic
În scrierile sale privind extremismului grupărilor islamice, al-Qaradawi a dezvoltat subiecte precum pericolul supunerii oarbe, bigotismului, intoleranței, rigidității care privează oamenii de claritatea vederii și oportunitatea dialogului cu alteritatea, angajamentul la exces, asprimea în tratarea oamenilor, opinii care apar ca fiind contrare învățăturilor Coranului și Sunnei.Cu toate acestea, al-Qaradawi a fost el însuși acuzat de extremism în cazul poziției sale față de evrei, descriindu-l pe Hitler ca fiind cel care i-a pus pe evrei la locul lor.

#### Problema evreilor
În mai 2008, al-Qaradawi le-a spus rabinilor Neturei Karta, o sectă anti-sionistă, că nu există dușmănie între musulmani și evrei, evreii care cred în Torah fiind asemenea musulmanilor, însă cele două popoare semite s-ar fi înstrăinat odată cu apariția sionismului și nașterea statului Israel. Musulmanii sunt împotriva mișcării sioniste expansioniste și opresive, nu a evreilor.
Pe 9 ianuarie 2009, în contextul războiului din Gaza, în timpul unei slujbe televizate de Al-Jazeera, Qaradawi s-a rugat:
„Dumnezeule, ia-ți dușmanii, dușmanii islamului. Dumnezeule, ia-i pe evrei, agresorii trădători. Dumnezeule, ia această bandă de oameni risipitori, vicleni și aroganți. Dumnezeule, au împrăștiat atâta tiranie și corupție pe pământ. Coboară-ți mânia asupra lor, Doamne. Rămâi în așteptarea lor. Dumnezeule, Tu ai anihilat poporul din Sodoma cu mâna unui tiran, și Tu ai anihilat poporul din 'Aad cu o furtună năpraznică de gheață, și i-ai distrus pe faraoni și soldații lor – Dumnezeule, ia această bandă de oameni tiranici și opresivi. Dumnezeule, ia această bandă de evrei sioniști opresivi. Dumnezeule, nu-i ierta pe niciunul. Dumnezeule, numără-i și omoară-i până la ultimul.”
Într-o predică difuzată pe Qatar TV în 26 aprilie 2013 al-Qaradawi a anunțat că nu va participa la un dialog inter-confesional dacă și evreii sunt prezenți, menționând că dacă sunt invitați evrei el nu va participa, însă va participa la o întâlnire musulmano-creștină, neputând exista dezbateri cu cei care au comis injustiții împotriva musulmanilor prin vărsări de sânge, uciderea copiilor, strămutarea oamenilor, ocuparea pământului și uzurparea drepturilor.

#### Șiismul
Al-Qaradawi a descris șiiții ca fiind eretici, în 2008 avertizând în privința pericolului descris de „șiitizarea” Orientului Mijlociu, spunând că șiiții invadează societatea sunnită.

#### Non-musulmanii
Al-Qaradawi a făcut apel la dialogul cu non-musulmanii, punând accent pe comunicarea cu Occidentul. În ceea ce privește drepturile cetățenilor minorităților non-musulmane, el i-a numit pe aceștia dhimmi, ceea ce într-o terminologie modernă ar însemna potrivit lui al-Qaradawi cetățeni ai statului islamic care se bucură de privilegii.

### Opinii politice

#### Libertate și democrație
Al-Qaradawi a vorbit în favoarea democrației în lumea islamică, vorbind despre necesitatea reformei climatului politic, mai ales în Orientul Mijlociu. Pe 22 februarie 2011, într-un interviu acordat OnIslam.net a negat afirmațiile potrivit cărora el a ar fi dorit să fie puse bazele unui stat religios în Egipt, și că din contră, discursul său a sprijinit un stat civil cu backround religios, fiind total împotriva teocrației.

#### Terorism
După atacurile de la 11 septembrie, al-Qaradawi a făcut apel la musulami să doneze sânge pentru victime și a spus:
„Islamul, religia toleranței, pune cel mai mare preț pe sufletul omului și consideră că atacurile împotriva ființelor umane este un păcat grav; acestea sunt susținute de versetul coranic care spune: Cel care a ucis un om care nu a ucis niciodată, care nu a semănat stricăciune pe pământ, este socotit ca și cum ar fi ucis întreaga omenire, iar cel care a salvat un singur om este socotit ca și cum ar fi salvat întreaga omenire. (Masa, 5:32). Profetul ar fi spus că un credincios rămâne în scopul religiei sale atata timp cât nu omoară un alt om ilegal. Islamul nu permite niciodată unui musulman să-i omoare pe cei nevinovațo și neajutorați.”

#### Războiul din Irak
Într-o scrisoare difuzată de Qatar TV pe 5 ianuarie 2007, al-Qaradawi a pus sub semnul întrebării procesul lui Saddam Hussein sub supraveghere americană din Irak, dar ar fi fost de acord cu el dacă ar fi fost condus de irakieni după eliberarea Irak-ului de sub colonialismul american.  A sugerat de asemenea că procesul a fost un act de răzbunare al americanilor pentru atacurile cu rachete îndreptate împotriva Israelului, criticând dur modul în care Saddam a fost spânzurat.

#### Hezbollah
În 2006, ca reacție la o fatwa al teologului musulman Abdullah Ibn Jibreen prin care le era interzis musulmanilor să susțină sau să se roage pentru Hezbollah din cauza faptului că sunt șiiți, al-Qaradawi e emis un fatwa contrară prin care spunea că este obligatoriu ca toți musulmanii să susțină Hezbollah în lupta sa împotriva Israelului, menționând că șiiții și sunniții sunt de acord în ceea ce privește principiile de bază ale islamului, diferențele fiind doar între ramuri.
Șapte ani mai târziu, în 2013 în timpul războiului civil sirian, al-Qaradawi a spus că regretă că a pledat cu ani în urmă pentru apropierea celor două orientări islamice și a făcut apel la toți suniții să poarte război împotriva Hezbollah-ului, atacând Iranul și pe liderul Hezbollah-ului, Hassan Nasrallah. Acest lider al Partidului lui Satana vine să lupte împotriva sunnițior... acum știm ce vor iranienii... vor masacre continue ca să omoare sunniți.

## Frăția musulmană
Al-Qaradawi a fost un susținător al lui Hassan al-Banna în timpul tinereții sale și un membru vechi al Frăției Musulmane. A refuzat de două ori ocazia de a deveni liderul mișcării. Într-un interviu pentru canalul Dream, al-Qaradawi menționează următoarele în ceea ce privește relația sa cu Frăția:
„M-am alăturat grupării Frăției Musulmane și am lucrat cu imam-ul al-Banna. Am fost influențat de gândirea și principiile moderate ale lui al-Banna... mai târziu mi s-a propus să fiu președinte, dar am preferat să fiu un ghid spiritual pentru întreaga națiune... Frăția mă consideră mufti-ul lor, dar eu nu am nicio relație cu organizația pentru că a fi lider este ceva dificil ce necesită o înțelepciune foarte sofisticată, iar eu prefer să fiu devotat întregii națiuni și mă simt bine cu această decizie. Îmi place Frăția Musulmană îi consider cel mai apropiat grup de dreptate.”